# Comtés de l'État de l'Oklahoma
L'État américain de l’Oklahoma est divisé en 77 comtés (counties).
37 de ces comtés portent un nom unique, tandis que les 40 autres ont chacun un ou plusieurs homonymes dans d'autres États du pays.

## Liste des comtés
- Adair
- Alfalfa
- Atoka
- Beaver
- Beckham
- Blaine
- Bryan
- Caddo
- Canadian
- Carter
- Cherokee
- Choctaw
- Cimarron
- Cleveland
- Coal
- Comanche
- Cotton
- Craig
- Creek
- Custer
- Delaware
- Dewey
- Ellis
- Garfield
- Garvin
- Grady
- Grant
- Greer
- Harmon
- Harper
- Haskell
- Hughes
- Jackson
- Jefferson
- Johnston
- Kay
- Kingfisher
- Kiowa
- Latimer
- Le Flore
- Lincoln
- Logan
- Love
- Major
- Marshall
- Mayes
- McClain
- McCurtain
- McIntosh
- Murray
- Muskogee
- Noble
- Nowata
- Okfuskee
- Oklahoma
- Okmulgee
- Osage
- Ottawa
- Pawnee
- Payne
- Pittsburg
- Pontotoc
- Pottawatomie
- Pushmataha
- Roger Mills
- Rogers
- Seminole
- Sequoyah
- Stephens
- Texas
- Tillman
- Tulsa
- Wagoner
- Washington
- Washita
- Woods
- Woodward